# FK Slavija Sarajewo
Fudbalski Klub Slavija (Jęz. serb.: Фудбалски клуб Славија) – klub piłkarski z siedzibą we Sarajewie Wschodnim, grający w Prva liga RS, reprezentujący serbską społeczność stolicy Bośni i Hercegowiny.

## Historia
Klub powstał w 1908 roku jako Đački sportski klub (ĐSK). Początkowo uczestniczył jedynie w nieformalnych, lokalnych rozgrywkach. W 1913 roku dały o sobie znać niesnaski etniczne. Z dotychczas wieloetnicznego klubu odeszli wszyscy Chorwaci. Pozostali Serbowie zdecydowali się zmienić nazwę z ĐSK na Srbski sportski klub (SSK). Po wybuchu I wojny światowej działalność klubu zawieszono, reaktywując go dopiero w 1919 roku.
W 1921 roku ponownie zmieniono nazwę, tym razem na SK Slavija. Od 1924 roku aż do wybuchu II wojny światowej Slavija regularnie występowała w rozgrywkach o mistrzostwo Jugosławii, będąc w tym okresie najlepszym klubem z Bośni i Hercegowiny. W sezonie 1935/36 klub zdobył wicemistrzostwo Jugosławii. Po wybuchu II wojny światowej klub ponownie zawiesił działalność, lecz po jej zakończeniu nowe, komunistyczne władze kraju nie pozwoliły na jego reaktywację.
Klub został reaktywowany dopiero w 1993 roku, już po rozpadzie Jugosławii. Początkowo występował w I lidze Republiki Serbskiej, którą wygrał w 2004 roku, uzyskując tym samym awans do bośniackiej I ligi, w której występuje do dziś (sezon 2011/2012). Największym sukcesem FK Slaviji w tym okresie było jednak zdobycie Pucharu Bośni i Hercegowiny w roku 2009, co dało klubowi przepustkę do gry w Lidze Europy w sezonie 2009/2010. W 2. rundzie kwalifikacji tych rozgrywek piłkarze Slaviji sprawili sporą niespodziankę, eliminując duński Aalborg BK (zwycięstwo 3:1 u siebie i bezbramkowy remis na wyjeździe). W 3. rundzie eliminacyjnej nie dali jednak rady słowackiemu MFK Košice, ulegając 0:2 i 1:3.

## Osiągnięcia
- Mistrzostwo Jugosławii:
  - wicemistrz (1): 1935/36
- Mistrzostwo Bośni i Hercegowiny:
  - wicemistrz (1): 2008/09
- Puchar Bośni i Hercegowiny:
  - zdobywca (1): 2008/09
  - finalista (1): 2006/07
- Puchar Republiki Serbskiej:
  - zdobywca (2): 2005/06, 2007/08

## Europejskie puchary
Legenda do wszystkich tabel:
- Q – runda eliminacyjna, 1/16, 1/8, 1/4, 1/2 – odpowiednia faza rozgrywek, Grupa – runda grupowa, 1r gr – pierwsza runda grupowa, 2r gr – druga runda grupowa, F – finał, R – runda, PO – play-off
- k. – rzuty karne, los. – losowanie, Dogr. – dogrywka, w. – zasada bramek strzelonych na wyjeździe

| Sezon   | Rozgrywki        | Runda | Klub          | Dom | Wyjazd | Ogólnie |
| ------- | ---------------- | ----- | ------------- | --- | ------ | ------- |
| 2007    | Puchar Intertoto | 1R    | Sant Julià    | 3–2 | 3–2    | 6–4     |
| 2007    | Puchar Intertoto | 2R    | Oțelul Gałacz | 0–0 | 0–3    | 0–3     |
| 2009/10 | Liga Europy      | 2Q    | Aalborg BK    | 3–1 | 0–0    | 3–1     |
| 2009/10 | Liga Europy      | 3Q    | MFK Košice    | 0–2 | 1–3    | 1–3     |